# Bârsa
Die Bârsa (deutsch Burzen oder Burzenbach, ungarisch Barca) ist ein Fluss in der Region Siebenbürgen in Rumänien.
Sie entsteht am Westrand des Piatra Craiului-Gebirges (Königsteingebirge) durch den Zusammenfluss der Quellbäche Bârsa Groșetului aus dem Făgăraș-Gebirge und der Bârsa Tămașului aus dem Piatra Craiului-Gebirge, und bei Feldioara (Marienburg) mündet die Bârsa in den Olt (Alt). Nach ihr wurde das so genannte Burzenland (Țara Bârsei) benannt.